# Francesco Albizzi
Francesco Albizzi (né le 24 octobre 1593 à Cesena en Émilie-Romagne, et mort le 5 octobre 1684 à Rome) est un cardinal italien du XVIIe siècle.

## Biographie
Francesco Albizzi est juriste à Cesena, est marié et a des enfants. Il se rend à Rome après la mort de sa femme et exerce des fonctions au sein de la Curie romaine, notamment comme secrétaire de la "Congrégation des affaires irlandaises" et de la Congrégation pour l'affaire Cornelius Jansen, évêque d'Ypres et comme référendaire au tribunal suprême de la Signature apostolique.
Le pape Innocent X le crée cardinal lors du consistoire du 2 mars 1654. Il est camerlingue du Sacré Collège en 1667-1668 et publie plusieurs œuvres littéraires.
Le cardinal Albizzi participe au conclave de 1655, lors duquel Alexandre VII est élu pape, et à ceux de 1667 (élection de Clément IX), de 1669-1670 (élection de Clément X) et de 1676 (élection d'Innocent XI).
Il est pour beaucoup dans l'arrêt des condamnations au bûcher.

## Œuvres
- (la) De iurisdictione quam habent cardinales in ecclesiis suorum titulorum, Roma, Stamperia Camerale, 1668 (lire en ligne)
- Risposta alla Historia della Sacra Inquisitione composta già dal R. P. Paolo Servita, 1678.
- De incostantia in iudiciis, 1698.

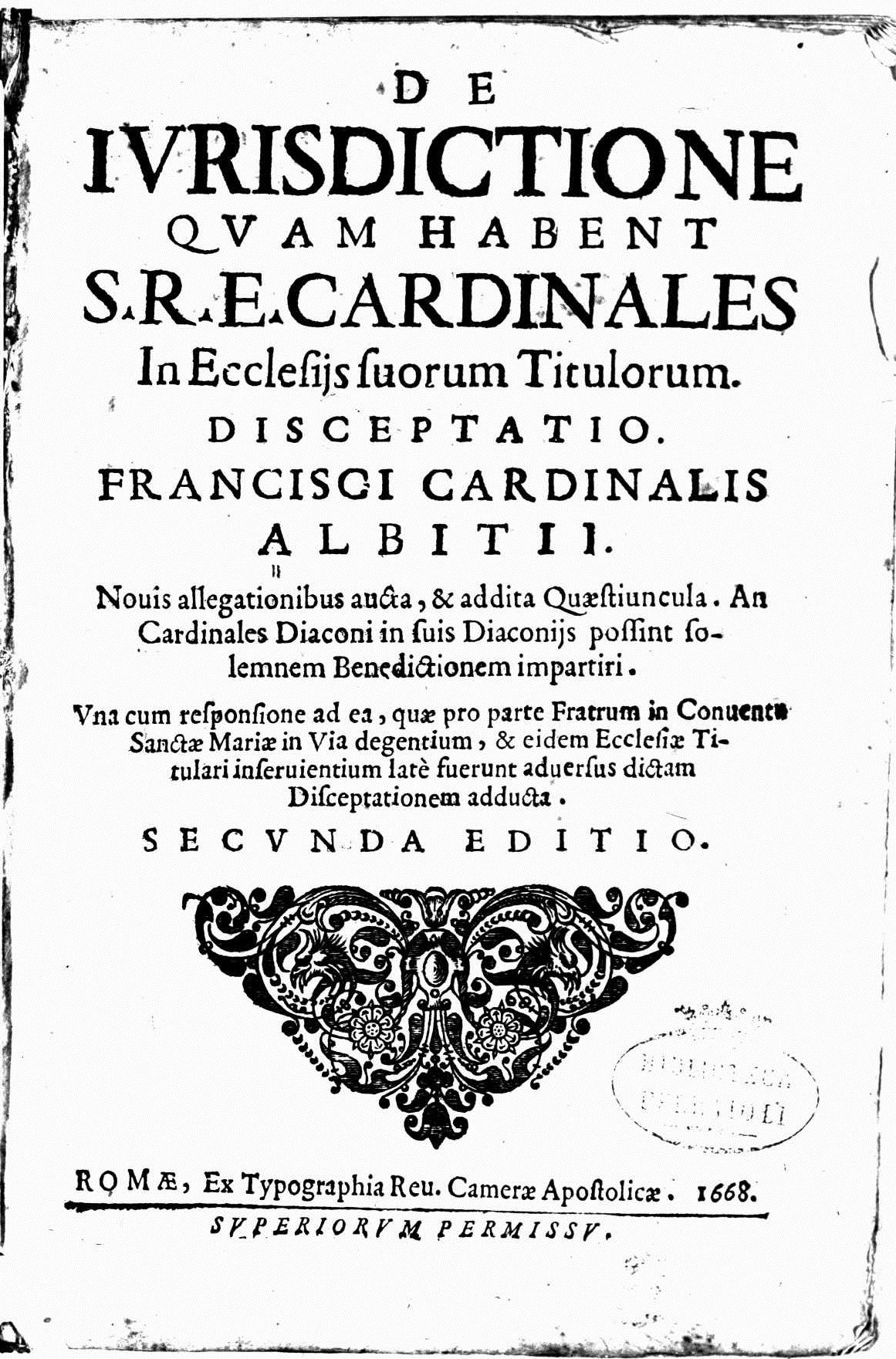
De iurisdictione quam habent cardinales in ecclesiis suorum titulorum, 1668

### Sources
- Fiche du cardinal sur le site fiu.edu